# Manunggal Air Service
Manunggal Air Service war eine indonesische Fluggesellschaft mit Sitz in Jakarta und Basis auf dem Flughafen Halim Perdanakusuma.

## Geschichte
Manunggal Air Service wurde 1997 gegründet. Sie führte neben nationalen Linienflügen auch Charter- und Frachtflüge durch.
Im Jahr 2015 entzog die indonesische Luftfahrtbehörde der Manunggal Air Service das Luftverkehrsbetreiberzeugnis; die Gesellschaft plante den Betrieb wieder aufzunehmen.

## Flotte

### Aktuelle Flotte
Mit Stand Juli 2017 bestand die Flotte der Manunggal Air Service aus einem 33,8 Jahre alten Flugzeug:
| Flugzeugtyp | Luftfahrzeugkennzeichen | Anmerkungen |
| ----------- | ----------------------- | ----------- |
| BAe 146-100 | PK-VTM                  | inaktiv     |

### Ehemalige Flugzeugtypen
Zuvor wurden auch folgende Flugzeugtypen eingesetzt:
- Antonow An-26
- Fokker F28
- Transall C-160

## Zwischenfälle
Manunggal Air Service hatte laut Aviation Safety Network zwischen 1998 und 2010 vier Zwischenfälle, einen davon mit einem Toten. Sie wurde am 4. Juli 2007 auf die Liste der Betriebsuntersagungen für den Luftraum der Europäischen Union gesetzt.
- Am 16. Mai 1998 schoss eine Fokker F28 bei der Landung in Singapur über die Landebahn, die linke Tragfläche und das Hauptfahrwerk brachen ab. Das Flugzeug wurde abgeschrieben. Der Flug war zwecks Evakuierung von Jakarta nach Singapur wegen politischer Unruhen in Indonesien (Asienkrise) und die Besatzung war schon 16 Stunden im Einsatz.[8]
- Am 15. Juni 2001 meldete eine Transall C-160 von Jakarta nach Wamena Motorenprobleme und kehrte nach Jakarta zurück. Bei der Landung schoss die Transall über die Landebahn. Ein Passagier starb; das Flugzeug erlitt einen Totalschaden.[9]
- Am 6. März 2008 fing eine Transall C-160 von Jayapura nach Wamena bei der Landung Feuer.[10]
- Am 28. Januar 2010 wurde eine Antonow An-26 von Jayapura nach Wamena bei der Landung schwer beschädigt.[11]